# Son (pel·lícula)
Son és una pel·lícula muda de l'Eclair American protagonitzada per Alec B. Francis, Chester Barnett, Belle Adair i Lindsay J. Hall. La pel·lícula es va estrenar el 20 de setembre de 1914, mesos després d’haver estat rodada doncs els estudis foren destruïts per un incendi a principis d’abril d’aquell any cancel·lant les produccions a Fort Lee.

## Argument
Harry Horton, el fill mimat d'un pròsper corredor de borsa, és propens a participar en partides on s’aposten molts diners sense fer cas de les recomanacions del seu pare. Harry es barreja amb una colla de jugadors i va perdent diners. Finalment, en un partida molt important perd tot el que portava i en voler estendre un xec, el banc l’avisa que no hi ha fons de manera que la seva situació és desesperada.
Mentrestant, John Marten, un empleat de banca treballador, es acomiadat quan l'empresa fa fallida. És desallotjat de la seva habitació i es veu obligat a dormir en un banc d’un parc que hi ha davant de la casa de l'amiga d'Edna Horton, la germana de Harry. Un grup de noies entremaliades, reunides allà el veuen i decideixen enganyar-lo deixant-li al seu costat una cartera buida. En despertar-se revisa la cartera i trobant-hi la targeta de Mr. Horton decideix retornar-la. Mentre espera al saló de la casa dels Horton, veu en Harry colar-se i intentar obrir la caixa forta. Ell intenta impedir-ho i quan apareix el Sr. Horton, en Harry l’acusa de ser un lladre. Desconfiant de la integritat del seu fill, el pare fa veure que porta Mr. Marten a la comissaria, però l'endemà al matí, en entrar a l'oficina, el fill s'enfronta amb el suposat lladre. La trama funciona i Harry Horton demana perdó al seu pare. Tot plegat fa que abandoni el joc i es posa a treballar per guanyar-se el respecte del seu pare mentre Mr. Marten es contractat com a dependent de confiança.

## Repartiment
- Alec B. Francis (Mr. Horton)
- Belle Adair (Edna Horton)
- Chester Barnett (Harry Horton)
- Lindsay J. Hall (John Marten)